# スサーナ・リナルディ
スサーナ・リナルディ（Susana Rinaldi, 本名: Susana Natividad Rinaldi, 1935年12月25日 - ）はアルゼンチンの歌手、女優。主にタンゴを歌う。

## 略歴
スサーナ・リナルディはアルゼンチン・ブエノスアイレス生まれ。1949年より8年間、アルゼンチン国立高等音楽院（Conservatorio Nacional Superior de Música）で学び、1955年より演劇芸術学校（Escuela de Arte Dramático）で2年間学ぶ。1957年にテレビでデビューし、2年後には劇場でメジャーデビュー。1966年に独立レーベルであるマドリガルから初めてのアルバムを制作し、タンゴを録音開始。その後はテレビ、映画や演劇にも出演しているが、女優としてと言うより、タンゴ歌手としてのキャリアが成功した。
バンドネオン奏者のオズバルド・ピーロ（Osvaldo Piro）と結婚、夫と共に1971年にマル・デル・プラタ（Mar del Plata）にカフェスタイルのコンサート・クラブを開業。
1976年にアルゼンチンが軍事独裁政権が誕生した際、パリに移住し、国際タンゴ界の重要な名声のひとつになっている。また、ユネスコ親善大使に就任し、児童保護、人権救済、芸術家の権利保護を訴えている。